# Estación de Roma Tiburtina
La estación de Roma Tiburtina es una estación de ferrocarril ubicada entre los distritos Pietralata, Nomentano y Tiburtino de Roma, gestionada por la empresa Grandi Stazioni. Utiliza la línea Florencia-Roma, opera más de 500 trenes diarios con 140.000 tránsitos y transporta anualmente unos 51 millones de pasajeros anualmente, por lo que es la segunda estación romana más grande después de Roma Termini.
Es servida por todos los trenes de larga distancia que se mueven en el eje norte-sur que no pasan por Roma Termini, y por las líneas suburbanas FL1, FL2 y FL3. Ofrece conexión con la línea B del Metro de Roma (estación Tiburtina) y con la estación de autobuses de Tibus de servicios de media y larga distancia, además de ser cabecera de línea de numerosos autobuses urbanos de ATAC y Cotral.
Está planeada para convertirse en el principal nodo férreo italiano de alta velocidad, ya que de sus 26 vías cuatro están dedicadas exclusivamente a trenes de alta velocidad.
Tiene una variada oferta de servicios al disponer de un centro comercial con un área de 10.000 metros cuadrados.
Desde noviembre de 2011 la estación lleva el nombre de Camillo Benso Conte di Cavour, en homenaje al reconocido político y estadista italiano.

## Historia
Inaugurada a fines del siglo XIX con el nombre de Portonaccio, en la década de 1930 fue ampliada con un nuevo edificio, luego de los severos daños que sufrió durante la Segunda Guerra Mundial.
Un incendio desatado el 24 de julio de 2011 destruyó parte de las instalaciones, obligando a suspender el tránsito ferroviario durante varios días. El 28 de noviembre de ese mismo año se inauguró el nuevo y moderno edificio, en una ceremonia de la que participó el entonces presidente de la república Giorgio Napolitano.